# Джантуган (село)
Джантуган (раніше Біюк-Джан-Туган, після 1948 року Лебедине; крим.: Can Tuvğan, Джан Тувг'ан) — ліквідоване село в Джанкойському районі Криму, що розташовувалося на півночі району, в степовій частині Криму, на березі Сиваша, приблизно за 2 км на північ від сучасного села Рюмшиного.

### Динаміка чисельності населення
- 1805 — 159 ос.
- 1889 — 9 ос.
- 1900 — 44 ос.[2]
- 1915 — - / 52 ос.[3]
- 1926 — 135 ос.[4]

## Історія
Перша документальна згадка села зустрічається у фірмані хана Крим-Гірея 1760 (про розбір господарських справ). За Камеральним Описом Криму… 1784 в останній період Кримського ханства Джантугай і Кочула Джантогай входили в Діп Чонгарський кадилик Карасубазарського каймаканства. Після анексії Кримського ханства Росією (8) 19 квітня 1783 року, (8) 19 лютого 1784 року, іменним указом Катерини II сенату, на території колишнього Кримського Ханства була утворена Таврійська область і село було приписано до Перекопського повіту. Після Павловських реформ, з 1796 по 1802 рік, входила до Перекопського повіту Новоросійської губернії. За новим адміністративним поділом, після створення 8 (20) жовтня 1802 Таврійської губернії, Джантуган і Біюк-Джантуган були включені до складу Біюк-Тузакчинської волості Перекопського повіту.
За Відомостями про всі селища в Перекопському повіті, що складаються з показанням в якій волості скільки числом дворів і душ… від 21 жовтня 1805 в селі Джантуган вважалося 5 дворів, 38 кримських татар і 1 ясир, а Біюк-Джантугані — 18 дворів і 120 киримли. На військово-топографічній карті генерал-майора Мухіна 1817 позначено 2 Чантогана: один без вказівки числа дворів і інший з 7 дворами. Після реформи волосного поділу 1829 року Джантуган, за «Відомістю про казенні волості Таврійської губернії 1829 року», залишився у складі Тузакчинської волості. На карті 1836 в селі Біюк Джантуган 17 дворів, а в Кучук Джантугані — 3 двори. Потім, мабуть, внаслідок еміграції кримських татар до Туреччини, села помітно спорожніли і на карті 1842 — Біюк і Кучук Джантуган позначені умовним знаком «мале село», тобто менше 5 дворів.
У 1860-х роках, земської реформи Олександра II, вже одне село приписали до Ішуньської волості того ж повіту. За «Пам'ятною книжкою Таврійської губернії за 1867 рік», село стояло покинуте, зважаючи на еміграцію кримських татар, особливо масової після Кримської війни 1853—1856 років, до Туреччини та в інших доступних джерелах середини XIX століття не зустрічається. У «Пам'ятній книзі Таврійської губернії 1889», за результатами Х ревізії 1887, числився один Біюк-Джантуган, в якому був 1 двір і 9 жителів.
Після земської реформи 1890 року село віднесли до Богемської волості. За «Пам'ятною книжкою Таврійської губернії на 1900 рік» на хуторі Джантуган проживало 44 особи в 5 дворах. За Статистичним довідником Таврійської губернії. ч. Друга. Статистичний нарис, випуск п'ятий Перекопський повіт, 1915 рік , у селі Джантуган (братів Важничих) Богемської волості Перекопського повіту було 7 дворів з татарським населенням у кількості 52 особи «сторонніх» мешканців, без вказівки національностей .
Після встановлення в Криму Радянської влади за постановою Кримрівкому від 8 січня 1921 року № 206 «Про зміну адміністративних кордонів» було скасовано волосну систему і у складі Джанкойського повіту було створено Джанкойський район. У 1922 повіти перетворили на округи. 11 жовтня 1923 року, згідно з постановою ВЦВК, до адміністративного поділу Кримської АРСР було внесено зміни, внаслідок яких округи було ліквідовано, основною адміністративною одиницею став Джанкойський район і село включили до його складу. Відповідно до «Списку населених пунктів Кримської АРСР по Всесоюзному перепису 17 грудня 1926 року», у селі Джантуган у складі скасованого до 1940 року Тереклинської сільради Джанкойського району, було 30 дворів, все селянські, населення становило 135 осіб, із них 70 росіян, 63 українці, 2 записані у графі «інші». На докладній карті РСЧА північного Криму 1941 року в Джантугані відзначено 22 двори.
У 1944 році, після очищення Криму від нацистів, 12 серпня 1944 року було прийнято постанову № ГОКО-6372с «Про переселення колгоспників у райони Криму» та у вересні 1944 року до району приїхали перші новосели (27 сімей) із Кам'янець-Подільської і Київської областей, а на початку 1950-х років була друга хвиля переселенців з різних областей України. З 25 червня 1946 року Джантуган у складі Кримської області РРФСР. Указом Президії Верховної Ради РРФСР від 18 травня 1948 року Джейтуган (варіант, Джантуган) перейменували на Лебедине. 26 квітня 1954 року Кримська область була передана зі складу РРФСР до складу УРСР. Час включення до Цілинної сільради поки не встановлено: на 15 червня 1960 року селище Лебедине вже значилося в його складі. Ліквідоване до 1968 року (зга довідником «Кримська область. Адміністративно-територіальний поділ на 1 січня 1968 року» — у період з 1954 по 1968 роки).